# Jahirsino Baylón
Jahirsino Baylon Yglesias (Pueblo Libre, Provincia de Lima, 26 de febrero de 1989) es un futbolista peruano. Juega de delantero y su actual equipo es el FC San Marcos, que participa en la liga 2 de perú. Hijo de Julio Baylón (mundialista por Perú en México 70).

## Trayectoria
Jahirsino Baylón nació en el Lima el 26 de febrero de 1989. Es hijo del atacante nacional Julio Baylón, mundialista en México 1970 y quién fue el primer peruano en jugar la bundesliga  Europea. 
Realizó toda su formación en Alianza Lima. Fue promovido al primer equipo en enero del 2007. A sus casi 18 años formó parte de la selección nacional Sub-20, aunque por una lesión no fue considerando en la lista final para el Sudamericano Sub-20, disputado en Paraguay a inicios del 2007.
A mediados del 2007, luego de entrenar con el Werder Bremen, fue fichado por el Sporting Braga de Portugal. En marzo de 2008 fue cedido a préstamo al Club Alianza Lima hasta el final de la temporada 2007/08. En el equipo blanquiazul debutó profesionalmente el 30 de marzo de 2008 contra el Juan Aurich de Chiclayo.
Una nueva lesión le impidió jugar el Sudamericano Sub-20 en Venezuela a inicios del 2009. En agosto de ese año el Braga lo cedió a préstamo al Gil Vicente de la Segunda División de Portugal. en el año 2009 ficharía por el club Universidad San Martín.
Luego sería fichado por El Tanque Sisley de Uruguay equipo de la liga 1 uruguaya quedando en el  puesto 9 en el acumulado y no alcanzando algún torneo internacional. En el 2011 pasaría a formar parte del equipo Sport Huancayo. Jugó la Copa Libertadores 2012 y en el torneo local anotó 4 goles. 
En agosto de ese mismo año ficha por Universitario de Deportes por un año. Hasta el 2013 donde aportó con 4 asistencias jugando cambiando la posición de centro delantero a extremo aquel año el club   merengue saldría campeón.
Luego sería fichado por el  Club Deportivo Unión Comercio de la Primera División del Perú y luego por el Club Deportivo Defensor La Bocana de la liga 1 peruana donde anotaría 9 goles. Su último equipo en el 2024 fue el FC San Marcos, equipo que participa en el campeonato de la liga 2 peruana.

## Clubes
| Club                      | País     | Año       |
| ------------------------- | -------- | --------- |
| Alianza Lima              | Perú     | 2007      |
| Sporting Braga            | Portugal | 2007-2008 |
| Alianza Lima              | Perú     | 2008      |
| Sporting Braga            | Portugal | 2008-2009 |
| Gil Vicente               | Portugal | 2009      |
| Universidad San Martín    | Perú     | 2009-2010 |
| El Tanque Sisley          | Uruguay  | 2011      |
| Sport Boys                | Perú     | 2011      |
| Sport Huancayo            | Perú     | 2012      |
| Universitario de Deportes | Perú     | 2012-2013 |
| Unión Comercio            | Perú     | 2013      |
| Real Garcilaso            | Perú     | 2014      |
| UTC                       | Perú     | 2015      |
| Defensor La Bocana        | Perú     | 2016      |
| Alianza Atlético          | Perú     | 2017      |
| Universidad César Vallejo | Perú     | 2017      |
| Academia Cantolao         | Perú     | 2018      |
| Sport Chavelines          | Perú     | 2019      |
| Estrella Azul             | Perú     | 2021      |
|                           |          |           |
| AD Cimac                  | Perú     | 2022      |
|                           |          |           |
| Star Áncash               | Perú     | 2023      |
| FC San Marcos             | Perú     | 2024      |